# Болехув
Болехув (пол. Bolechów) — деревня в Нижесилезском воеводстве, в юго-западной Польше. Вплоть до 1945 года была немецкой.
Находится примерно в 8 км к юго-западу от Олавы и 31 км к юго-востоку от столицы воеводства Вроцлава.